# 토키스차
토키스차(Tokischa, 1996년 3월 17일 ~ )는 도미니카 공화국의 래퍼, 성인 콘텐츠 크리에이터이다.